# Kate Bolduan

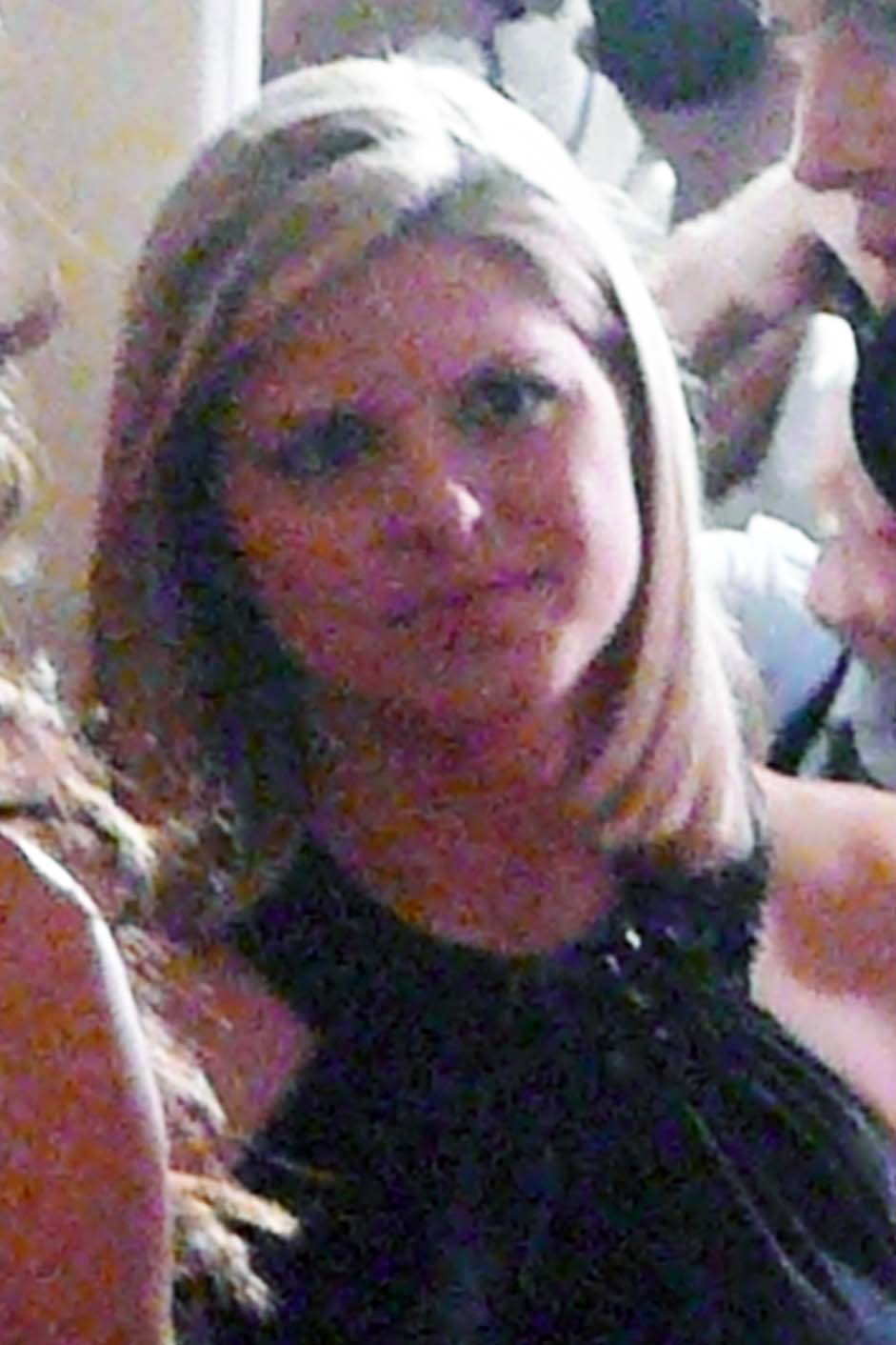
Kate Bolduan (2009)

Katherine Jean „Kate“ Bolduan ([ˈbɔːldwɪn]; Kate Bolduanⓘ) (geboren 28. Juli 1983 in Goshen, Indiana) ist eine amerikanische Fernsehjournalistin beim amerikanischen Nachrichtensender CNN/CNN International. Sie ist Moderatorin der Sendung At This Hour With Kate Bolduan auf CNN, Podcast-Autorin und Event-Moderatorin.

## Jugend und Ausbildung
Kate Bolduan wuchs in Goshen, Indiana als dritte von vier Schwestern auf. Ihre Eltern sind Jeffrey und Nadine Bolduan (Krankenschwester). Sie ging zur öffentlichen Goshen High School und danach auf die George Washington University. Dort machte sie 2005 einen Bachelor-Abschluss in Journalismus und war Mitglied bei Phi Beta Kappa. Während ihrer Zeit an der Universität war sie Mitglied im Volleyballteam und Schauspielerin in der Theatergruppe. Während ihres Studiums verbrachte sie Zeit in Madrid, wo sie Spanisch lernte.

## Karriere

### Nach dem Studium
Nach dem Studium war Bolduan allgemein tätige Journalistin für WTVD-TV in Raleigh, North Carolina. Sie war Produktionsassistentin bei NBC News und MSNBC in Washington D.C. Sie hat ebenfalls für das House & Garden Magazin, Dateline NBC und NBC Nightly News gearbeitet.

### CNN

#### CNN Newsource
Am Anfang ihrer Karriere bei CNN übernahm sie allgemeine journalistische Aufgaben bei CNN Newsource. Sie berichtete von den Präsidentschaftswahlen 2008 in den USA, wofür sie quer durch die USA reiste und nebenbei noch von anderen Geschehnissen berichtete wie der Story rund um die Verurteilung O.J. Simpsons wegen bewaffnetem Raubüberfalls 2008, einem Zusammensturz einer Brücke in Minneapolis und dem Ende des NASA Space Shuttle Programms.

#### The Situation Room with Wolf Blitzer
Daraufhin moderierte sie zusammen mit Wolf Blitzer die Sendung The Situation Room. Bolduan stellte dabei zusammenhängende "Feature Stories", aktuelle Nachrichten (sogenannte „Breaking News“) und Live-Berichterstattung zur Verfügung.
Bolduan widmete sich dann ausschließlich der Berichterstattung aus dem Kongress der Vereinigten Staaten mit Sitz in Washington, D.C.

#### Newday
Danach war sie mit Chris Cuomo und Michaela Pereira Co-Moderatorin der CNN-Sendung New Day im CNN-Sitz in New York. Bolduan führte Interviews mit verschiedenen Persönlichkeiten, Schauspielern und Politikern darunter auch dem damaligen 44. Präsidenten der Vereinigten Staaten Barack Obama.
Während ihres ersten Schwangerschaftsurlaubs wurde sie ohne ihr Wissen dauerhaft von Jeff Zucker in der Sendung New Day durch Alisyn Camerota ersetzt. Bolduan wechselte daraufhin zu At This Hour With Berman and Bolduan (inzwischen hat John Berman die Show verlassen).

#### At This Hour with Kate Bolduan
Seit Anfang 2017 moderiert Kate Bolduan At This Hour With Kate Bolduan allein. Die Sendung läuft werktäglich eine Stunde lang.

#### State of America with Kate Bolduan
Während der Präsidentschaftswahl in den Vereinigten Staaten 2016 moderierte Bolduan State of the Race with Kate Bolduan mit aktueller Berichterstattung zum Wahlkampf. Die Sendung wurde 2017 in State of America with Kate Bolduan umbenannt und bekam ein neues Studio. Das Konzept der Sendung wurde ebenfalls geändert in eine Politik Talkshow. Die letzte Episode der Sendung wurde am 20. September 2019 gesendet.

#### Bombendrohungen 2018
Am 24. Oktober 2018 erhielt CNN, neben anderen, eine Rohrbombe per Post. Das Time Warner Center wurde daraufhin evakuiert. Bolduan gehörte zu den Evakuierten. Sie berichtete live von der 58th street in New York in Sichtweite des Geschehens, bis die Bombe durch das NYPD an einen für eine weitere Untersuchung geeigneten Ort in der Bronx abtransportiert wurde. Sie und ihr Team kommunizierten dabei live über eine Skype Verbindung auf einem Mobiltelefon.

### Features

#### Kate Bolduan's Roots
Im Jahr 2014 machte Bolduan ein Feature mit dem Namen Kate Bolduan's Roots. Kate Bolduans Ur-Urgroßeletern stammten aus Belgien. Bolduan verfolgte ihre Wurzeln in einem Feature kurz vor der Geburt ihrer ersten Tochter. Sie reiste nach Lüttich in Belgien, um mit einem Ahnenforscher ihren Stammbaum zu erkunden. Ihre Ur-Urgroßmutter kam 1912 mit ihrer zweijährigen Tochter und sechs Monate schwanger an Bord der SS Lapland nach Amerika. Die SS Lapland nahm Überlebende der Titanic-Katastrophe auf. Ihr Ur-Urgroßvater kam an Bord der SS Kronland in die USA. Bolduans Familie stammte aus einer langen Linie von Glasmachern aus der Kleinstadt Chênée an der Mündung der Vesdre in die Ourthe.

#### Champions for Change Reihe
Champions for Change ist eine jährliche Serie auf CNN, in welcher sich Moderatoren und andere CNN Mitarbeiter ein Thema aussuchen und dann außer Haus gehen und eine Reportage vor Ort machen. Inspiriert ist dieses wiederkehrende Event durch die Champions for Change Initiative des damaligen Weißen Hauses unter Präsident Barack Obama.

##### The Story behind Farm Aid
Bolduan wuchs auf einer Apfel Plantage auf. Im Jahr 2017 zog sie im Rahmen von Champions for Change los und besuchte landwirtschaftliche Betriebe in Virginia. Sie nannte ihre Reportage The story behind Farm Aid (Die Geschichte hinter Farm Aid) in Bezug auf Farm Aid. Sie führte Gespräche mit einem Kleinbauern und mit den Betreibern eines Betriebes für Ökologische Landwirtschaft über ihre Sichtweise und Situation in Amerika.

##### Every Mother Counts
2018 suchte sich Bolduan die Every Mother Counts Organisation als Thema für Champions for Change aus. Every Mother Counts ist eine international arbeitende Organisation, die schwangeren Frauen und jungen Müttern Hilfe und Unterstützung in verschiedenen Lebensbereichen anbietet.

##### Offering shelter from a violent world
Für das 2019 Feature besuchte sie die in Chicago ansässige Non-Profit-Organisation KOB (Kids Off the Block). Die Organisation wird geleitet durch Diane Latiker mit der Bolduan bereits vor 10 Jahren einmal ein Interview führte. KOB besteht zum Zeitpunkt der Reportage seit 15 Jahren und versucht Kinder und Jugendliche (vornehmlich Afro-Amerikaner) von Jugend- und Straßenkriminalität fernzuhalten. Dazu bietet Frau Latiker eine Form von Jugendzentrum kombiniert mit Weiterbildung im Informatik Bereich an. KOB hat seinen Sitz in Roseland, einem der ärmsten Viertel Chicagos.

### Podcast
Seit April 2019 produzieren Kate Bolduan, John Avalon (ein Moderator und Analyst bei CNN) und Harry Enten (ein Mitarbeiter bei CNN der sich mit statistischen Vorhersagen und Umfragen beschäftigt) einen Podcast namens The Forecast Fest, rund um die Präsidentschaftswahl in den USA im Jahre 2020. Die letzte Folge der Podcast Serie wurde am 19. März 2020 veröffentlicht. Während der COVID-19 Krise 2020 sprach sie mit ihrem Kollegen Sanjay Gupta darüber, wie man mit (den eigenen) Kindern über die Folgen solch einer Pandemie und die entsprechenden Gegenmaßnahmen die zur Verlangsamung der Verbreitungsgeschwindigkeit getroffen wurden, sprechen sollte. Sie schrieb einen separaten Artikel dazu auf der CNN Seite.

### Unabhängige Tätigkeiten
Bolduan engagiert sich für Kinder, unter anderem für die Free Arts New York City Organisation, welche sich um die künstlerische Ausbildung von Kindern kümmern.
Sie setzt sich außerdem für den Schutz von Müttern und Neugeborenen und deren Zugang zu grundlegender medizinischer Versorgung ein.
2019 nahm sie am Alzheimer’s & Brain Awareness Month teil.

#### Moderative Tätigkeiten
Sie ist ein Presenter für das Fashion Tech Forum, kurz FTF. FTF setzt sich für Innovationen in diesen Bereichen (Bekleidung und Technologie) seit 2014 auf Initiative der Gründerin Karen Harvey ein.
2016 moderierte Bolduan ein Gespräch beim 2016 United Nations Global Compact Private Sector Forum. Die UN-Initiative versucht, private Firmen unverbindlich von fairen Bedingungen bei der Produktion und Handel zu überzeugen.
Im Oktober 2018 moderierte Bolduan eine Live Gesprächs Runde bei der Marie Claire Power Trip Conference mit Theresia Gouw und Singh Cassidy als Gast in San Francisco.
Anlässlich des 10 WITW (Women In The World) Gipfels im April 2019 führte sie ein Gespräch mit der Designerin Diane von Fürstenberg. Es ging um die Bedeutung grundsätzlicher Charakter Entscheidungen für moderne Frauen.
Am 13. August 2019 moderierte Bolduan ein Diskussionsrunde im Woodrow Wilson Center mit dem Thema Decoding the Disinformation Problem. Die Gäste und Bolduan selbst diskutierten über so genannte Fake News und absichtliche Missinformations Kampagnen durch Individuen, Organisationen und ganze Staaten zumeist zu politischen Zwecken.
Beim 2019 Bloomberg Global Business Forum sprach sie mit Michael Bloomberg, Mary D. Nichols (Vorsitzende beim California Air Resources Board (CARB)), Will Marshall (dem CEO von Planet Labs, einem privaten amerikanischen Satellitenbild Unternehmen, welches Kleinsatelliten für den Umweltschutz benutzt um z. B. CO2 Produzenten auszuspüren) und dem Präsidenten Finlands Sauli Niinistö über verschiedene politische Themen.

## Persönliches Leben
Im Mai 2010 heiratete Kate Bolduan Michael David Gershenson, der für die Carlyle Group tätig ist. Ihre erste Tochter wurde am 25. September 2014 geboren. Ihre zweite Tochter wurde am 22. Dezember 2017 geboren.
Das Paar ist Teil der Park Avenue Synagogue in Manhattan.
Kate Bolduan ist stolze Linkshänderin, spielt aber alle Sportarten mit rechts. Sie liebt Ketchup, Frühstücksflocken und kann Barfuß Wasserski fahren.